# Нюман, Ари
А́ри Ню́ман (фин. Ari Nyman; 7 февраля 1984, Турку, Финляндия) — финский футболист. Выступал в национальной сборной Финляндии. Выступал на позиции центрального защитника и опорного полузащитника, а в сборной играл на правом краю обороны.

## Карьера

### Клубная
Ари Нюман сыграл свой первый матч в чемпионате Финляндии в 2000 году, когда ему было 16 лет. С 2000 по 2007 годы футболист являлся игроком основного состава в финском клубе «Интер» из города Турку. В 2007 году Нюман перешёл в швейцарский «Тун» за более чем 1 млн евро. В его составе игрок также регулярно играл в защите, но после скандала в сезоне 2007/08, в котором были замешаны игроки «Туна», финский футболист принял решение сменить команду. Нюман был на просмотре в немецком «Штутгарте», но контракт с клубом не был подписан.
В апреле 2009 года Ари Нюман вернулся в Финляндию и подписал контракт со своим прежним клубом «Интер» на три года.
В конце 2018 года Ари Нюман принял решение завершить карьеру.

### В сборной
Нюман дебютировал в составе сборной Финляндии в матче против Бахрейна 1 декабря 2004 года. В основном он играет на правом фланге защиты, выходя на замену Петри Пасанена.

## Достижения
- Серебряный призёр чемпионата Финляндии (2): 2011, 2012